# SN 1996cb
SN 1996cb – supernowa typu IIb odkryta 2 stycznia 1997 roku w galaktyce NGC 3510. Jej maksymalna jasność wynosiła 14,22m.